# Banaran (Grogol)
Banaran is een bestuurslaag in het regentschap Sukoharjo van de provincie Midden-Java, Indonesië. Banaran telt 10.453 inwoners (volkstelling 2010).